# برواش، انتاریو
برواش، انتاریو (به انگلیسی: Burwash, Ontario) یک منطقهٔ مسکونی در کانادا است که در انتاریو واقع شده‌است.